# 이원빈
이원빈(李元賓, 1608년 4월 12일 - 1679년 5월 26일)은 조선시대 후기의 문신이다. 이감의 손자이자 이희헌의 아들이다. 부인은 이애임(李愛任)으로 영의정 충정공 이홍주의 서녀이다. 자는 대관(大觀)이고 본관은 우계(羽溪)이다.
아버지는 의관 이희헌이고 어머니는 금천장씨로 사과 장득해의 딸이다. 음보로 통덕랑에 올랐으며 통덕랑 재인 중인 1633년(인조 11년) 생원시에 합격하여 동몽교관을 역임했다. 묘는 성남시 대장동 건좌에 있다.

## 가족
- 부친 : 이희헌(李希憲, 1569 ~ 1651)
- 모친 : 금천 장씨(衿川 張氏, 1583 ~ 1636) - 의관(醫官) 장득해(張得海)의 딸
  - 부인 : 이애임(李愛任, 1611 ~ 1673) - 영의정 이홍주(李弘胄)의 서녀
    - 장녀 : 이후영(李厚英, 1629 ~ ?)
    - 아들 : 이경태(李慶泰, 1632 ~ 1691)
    - 차녀 : 이정영(李貞英, 1635 ~ 1686)
    -  3녀 : 이단영(李端英, 1645 ~ 1665)
    -  4녀 : 이혜영(李惠英, 1651 ~ ?)

## 참고 문헌
- 사마방목
- 국조인물고 이홍주 묘갈명 편